# Гьошо Илиев
Георги (Гьошо, Гошо) Илиев, известен като Новоселски, е български революционер, деец на Вътрешната македоно-одринска революционна организация.

## Биография
Илиев е роден в струмишкото Ново село, тогава в Османската империя, днес в Северна Македония. Основно образование получава в Ново село и в 1905 година завършва с двадесетия випуск Солунската българска мъжка гимназия. В Солунската гимназия влиза във ВМОРО. След завършването си се връща като български учител в Ново село и развива революционна дейност. Жени се за ресенчанката Николина Хр. Владичева – учителка в село Дабиля, която извезва знамето на Струмишката чета.
Взима участие в работата на Съвещателното събрание на дейците на десницата на ВМОРО и подписва неговото изложение през януари 1907 година.
След Младотурската революция в 1908 година става деец на Съюза на българските конституционни клубове и е избран за делегат на неговия Учредителен конгрес от Струмица.
Илиев развива революционна дейност и в Кочанско, където е тежко ранен в сражение с османска войска. Отива в България да се лекува. Умира в Ново село от получените рани.